# Ash-Leger
Ash-Leger är en ort i Azerbajdzjan.   Den ligger i distriktet Qusar Rayonu, i den nordöstra delen av landet, 170 kilometer nordväst om huvudstaden Baku. Ash-Leger ligger 503 meter över havet och antalet invånare är 1 725.
Terrängen runt Ash-Leger är platt åt nordost, men åt sydväst är den kuperad. Närmaste större samhälle är Qusar, 8,0 kilometer söder om Ash-Leger.
Trakten runt Ash-Leger består till största delen av jordbruksmark. Runt Ash-Leger är det ganska glesbefolkat, med 48 invånare per kvadratkilometer.